# Каспер, Иоганн Людвиг
Иога́нн Лю́двиг Ка́спер (нем. Johann Ludwig Casper; 11 марта 1796, Берлин, — 24 февраля 1864, там же) — немецкий врач.

## Биография
С 1820 года читал лекции в Берлинском университете, известен своими трудами по судебной медицине и медицинской статистике. Стал основателем медицинской статистики, заложив её основы своей работой «Beiträge zur mediz. Statistik und Staatsarzneikunde» (2 тт., Берл., 1825—1837) и продолжив развитие данной науки в «Denkwürdigkeiten zur mediz. Statistik und Staatsarzneikunde» (Берл., 1846).
Важнейшие труды Каспера: «Ueber die Verletzungen der Rückenmarks in Hinsicht auf ihr Letalitätsverhältniss» (Берл., 1823); «Praktisches Handbuch der gerichtlichen Medizin» (2 т., Берл., 1856—1858; 8 изд., обработанное Лиманом, 1889; русский перевод вышел в 1870-х); «Klinische Novellen zur gerichtlichen Medizin» (Берлин, 1863); «Gerichtliche Zeichenöfnungen» (Берл., 1851; 3 изд. 1853). Вместе с Рустом Каспер опубликовал «Kritisches Repertorium fur die gesammte Heilkunde», вместо которого в 1833—1851 выходил «Wochenschrift für die gesammte Heilkunde»; затем Каспер редактировал «Vierteljahrsschrift für gerichtliche und öffentliche Medizin» (Б., 1852 и сл.).